# ジェームズ・スニード
ジェームズ・スニード（James Sneed , 1992年2月21日 - ）は、アメリカ領ヴァージン諸島出身のプロ野球選手（外野手）。

## 経歴
2010年のMLBドラフト14巡目でロサンゼルス・エンゼルス・オブ・アナハイムに入団。傘下のマイナーリーグでプレーしている。